# Акдарья (рукав Зеравшана)
Акдарья́ (узб. Oqdaryo / Окдарё) — рукав реки Зеравшан на территории Узбекистана. Наряду с Карадарьёй, один из двух рукавов, на которые разделяется река близ Самарканда.

## Название
Название содержит в себя два корня: тюркский «ак» («белый») и иранский «дарья» («река»).

## Описание
Река Зеравшан разделяется на рукава Карадарья (левый) и Акдарья (правый) севернее города Самарканд. Сток рукавов регулируется вододелителем. Русла ограничивают густонаселённый остров Мианкаль. Карадарья и Акдарья сливаются вновь возле кишлака Хатырчи в Хатырчинском районе Навоийской области.
Длина Акдарьи составляет 154 км. Русло местами неустойчиво.
На водотоке организовано Акдарьинское водохранилище.